# Russian Government Cup 2003
Russian Government Cup 2003 spelades 10-14 december 2003 i Krasnogorsk i Ryssland. Turneringen vanns av Sverige. Ett ryskt andralandslag, det svenska ungdomslandslaget samt ryska klubblaget HK Zorkij deltog som utfyllnadslag.

## Matcher
- 10 december 2003: Ryssland II-Sverige 6-4 Krasnogorsk, Ryssland
- 10 december 2003: Finland-Norge 5-1 Krasnogorsk, Ryssland
- 10 december 2003: Ryssland-Sverige U 2-2 Krasnogorsk, Ryssland
- 10 december 2003: Sverige-HK Zorkij 1-2 Krasnogorsk, Ryssland
- 10 december 2003: Sverige U-Ryssland II 1-1 Krasnogorsk, Ryssland
- 10 december 2003: Norge-Ryssland 2-7 Krasnogorsk, Ryssland
- 11 december 2003: Finland-Ryssland 0-6 Krasnogorsk, Ryssland
- 11 december 2003: Norge-Sverige 0-8 Krasnogorsk, Ryssland
- 11 december 2003: HK Zorkij-Ryssland II 1-2 Krasnogorsk, Ryssland
- 11 december 2003: Sverige U-Norge 10-0 Krasnogorsk, Ryssland
- 11 december 2003: Ryssland-HK Zorkij 6-3 Krasnogorsk, Ryssland
- 11 december 2003: Ryssland II-Finland 6-3 Krasnogorsk, Ryssland
- 11 december 2003: Sverige-Sverige U 4-1 Krasnogorsk, Ryssland
- 12 december 2003: HK Zorkij-Norge 5-3 Krasnogorsk, Ryssland
- 12 december 2003: Finland-Sverige U 2-5 Krasnogorsk, Ryssland
- 12 december 2003: Norge-Ryssland II 1-7 Krasnogorsk, Ryssland
- 12 december 2003: Sverige-Finland 4-1 Krasnogorsk, Ryssland
- 12 december 2003: Ryssland II-Ryssland 0-8 Krasnogorsk, Ryssland
- 12 december 2003: Sverige U-HK Zorkij 3-2 Krasnogorsk, Ryssland
- 12 december 2003: Ryssland II-Sverige 3-3 Krasnogorsk, Ryssland

### Sluttabell
| Nr | Lag        | S | V | O | F | GM | IM | MS  | P  |
| -- | ---------- | - | - | - | - | -- | -- | --- | -- |
| 1  | Ryssland   | 6 | 4 | 2 | 0 | 32 | 10 | +22 | 10 |
| 2  | Ryssland-2 | 6 | 4 | 1 | 1 | 22 | 18 | +4  | 9  |
| 3  | Sverige-U  | 6 | 3 | 2 | 1 | 22 | 11 | +11 | 8  |
| 4  | Sverige    | 6 | 3 | 1 | 2 | 24 | 13 | +11 | 7  |
| 5  | Zorkij     | 6 | 2 | 1 | 3 | 16 | 18 | −2  | 5  |
| 6  | Finland    | 6 | 1 | 1 | 4 | 14 | 25 | −11 | 3  |
| 7  | Norge      | 6 | 0 | 0 | 6 | 7  | 42 | −35 | 0  |

## Slutspel

### Match om femte pris
- 13 december 2003:
 HK Zorkij -  Finland 5-3 
Krasnogorsk, Ryssland

### Semifinaler
- 13 december 2003:
  Ryssland-2 -  Sverige-U 7-2
 Krasnogorsk, Ryssland
- 13 december 2003: 
 Ryssland -  Sverige 5-7 
Krasnogorsk, Ryssland

### Match om tredje pris
- 13 december 2003:
  Ryssland -  Sverige-U 3-2
 Krasnogorsk, Ryssland

### Final
- 14 december 2003:
  Sverige -  Ryssland-2 5-1 
Krasnogorsk, Ryssland